# Ипсвич Таун
«И́псвич Та́ун» (полное название — Футбольный клуб «Ипсуич Таун»; англ. Ipswich Town Football Club, английское произношение: [ˈɪpswɪtʃ ˈtaʊn 'futbɔ:l klʌb]) — английский профессиональный футбольный клуб из города Ипсуич (графство Суффолк, Восточная Англия).
Выступает в Чемпионшипе, втором по значимости дивизионе в системе футбольных лиг Англии.
Домашние матчи проводит на стадионе «Портман Роуд», вмещающем более 29 тысяч зрителей.
Клуб был основан в 1878 году, получил статус профессионального клуба в 1936 году. В 1938 году вступил в Футбольную лигу Англии. Является единственным полностью профессиональным клубом в графстве Суффолк.
«Ипсвич Таун» один раз становился чемпионом Англии: это произошло в сезоне 1961/62, первом сезоне клуба в высшем дивизионе английского футбола. Дважды команда занимала в высшем дивизионе английского чемпионата второе место (в сезонах 1980/81 и 1981/82). «Ипсвич Таун» также выигрывал Кубок Англии в 1978 году, а также Кубок УЕФА в 1981 году.

## История

### 1878—1970
Клуб был основан в 1878 году как любительский, а в 1936 году получил статус профессионального. После выигрыша Южной лиги с первой попытки и третьего места в последующем сезоне, команда была включена в Южную футбольную лигу.
Команда стартовала в Третьем дивизионе («Юг») и первый успех пришёл к ней в сезоне 1953/54, когда турнир был выигран. Жизнь во Втором дивизионе оказалась сложной и через сезон «Ипсвич» вернулся в третий.
Назначение главным тренером клуба Скотта Дункана и, в дальнейшем, сэра Альфа Рамсея стало переломным в истории клуба. В сезоне 1956/57 клуб снова выиграл Третий дивизион («Юг»), а в сезоне 1960/61 и Второй дивизион. Годом позже команда впервые в своей истории выиграла Чемпионат Англии и завоевала право выступать в розыгрыше Кубка Чемпионов. «Ипсвич» выбыл из турнира во втором раунде, уступив итальянскому «Милану». В первом раунде была разгромлена мальтийская «Флориана» с общим счётом 14:1.
В сезоне 1963/64 «Ипсвич» покинул Первый дивизион. Команду покинул Альф Рамсей, отправившийся тренировать сборную Англии. Клуб возглавил Билл Макгерри. Под его руководством команда в сезоне 1967/68 вернулась в Первый дивизион, но в ноябре 1968 года Макгарри ушёл в «Вулверхэмптон Уондерерс». В январе 1969 года клуб возглавил Бобби Робсон.

### 1971—2011
Начало его карьеры в клубе было трудным, но постепенно команда обретала свой стиль. В 1978 году, спустя ровно сто лет после основания, клуб выиграл Кубок Англии. В финале «Ипсвич» обыграл «Арсенал» со счётом 1:0.
В конце 1970-х годов свой вклад в историю клуба внесли голландцы Арнольд Мюрен и Франс Тейссен. Клуб выиграл Кубок УЕФА в сезоне 1980/81. В полуфинале «Ипсвич» дважды обыграл «Кёльн» со счётом 1:0. В финале в первом матче «Ипсвич» разгромил дома нидерландский АЗ со счётом 3:0. В ответном матче АЗ победил 4:2, но по сумме двух матчей Кубок выиграл «Ипсвич». В 1982 году Бобби Робсон оставил пост главного тренера клуба ради сборной Англии, которой руководил до 1990 года. Пост тренера достался Бобби Фергюсону. В 1986 году «Ипсвич» выбыл во Второй дивизион, и тренер был уволен.
В 1987 году команду возглавил Джон Данкан. Три сезона клуб занимал места в середине таблицы, и в 1990 году Данкан был уволен. На его место пришёл Джон Лайалл из «Тоттенхэма». В сезоне 1991/92 команда выиграла турнир во Втором дивизионе. Началась новая глава в истории клуба, которая совпала со стартом Премьер-лиги.
Два сезона спустя Лайалл покинул команду. Его место занял Джордж Берли. Клуб выбыл в Первый дивизион. В течение трёх последующих сезонов «Ипсвич» уступал в полуфинале плей-офф за место в Премьер-лиге.
Вернуться в Премьер-лигу команда смогла в сезоне 1999/2000. Первый же сезон после возвращения сложился очень успешно — «Ипсвич» за три тура до конца чемпионата сенсационно шёл на третьем месте. Однако в итоге всё же занял пятое место (после «Манчестер Юнайтед», «Арсенала», «Ливерпуля» и «Лидса»). Маркус Стюарт стал вторым бомбардиром сезона с 19 голами. Клуб попал в Кубок УЕФА 2001/02, вернувшись в еврокубки впервые с сезона 1982/83. Там «Ипсвич» дошёл до третьего раунда, где встретился с миланским «Интером». В первом матче дома «Ипсвич» выиграл 1:0, но на «Сан-Сиро» Кристиан Вьери сделал хет-трик и принёс «Интеру» победу 4:1. Также в сезоне 2000/01 Ипсвич дошёл до полуфинала Кубка Футбольной лиги. В первом матче «Ипсвич» дома выиграл у «Бирмингем Сити» со счётом 1:0, в ответном же проиграл в основное время 1:2, но правило выездного гола не действовало, и было назначено дополнительное время, в котором «Бирмингем Сити» забил два мяча.
Однако «белая полоса» «Ипсвича» длилась недолго. В сезоне 2001/02 в Премьер-лиге «Ипсвич» в первых 17 турах выиграл только 1 раз. После этого команде удалось встрепенуться и выдать серию из 7 побед в 8 матчах, что подняло «Ипсвич» в середину таблицы. Однако затем последовал новый провал — только 1 победа в последних 13 матчах сезона. Итогом стало третье с конца место и выбывание в Первый дивизион. При этом благодаря лучшему в Лиге показателю фейр-плей и победе в рейтинге фейр-плей УЕФА «Ипсвич» получил место в квалификационном раунде Кубка УЕФА сезона 2002/03. В 2002 году был уволен Берли, пост тренера занял Джо Ройл. Команда заняла седьмое место в Первом дивизионе. В Кубке УЕФА «Ипсвич» дошёл до второго раунда, где уступил в серии пенальти чешскому «Словану» из Либереца.
В сезоне 2003/04 «Ипсвич» был в шаге от возвращения, но в финале плей-офф уступил «Вест Хэм Юнайтед». Сезон 2005/06 стал самым кошмарным для болельщиков — 15 место в Чемпионате Футбольной лиги. Через месяц тренером клуба был назначен Джим Магилтон, под руководством которого команда в сезоне 2007/08 заняла восьмое место в Первом дивизионе.
В сезоне 2010/11 «Ипсвич Таун» под руководством Роя Кина показал отличный результат в Кубке Футбольной лиги, где дошёл до полуфинала. В соперники достался грозный «Арсенал», но даже против такого оппонента «синие» нашли приёмы. В первом домашнем матче «Испвич» сенсационно обыграл канониров 1:0. Гол забил Прискин на 78-й минуте. Но в ответной встрече «трактористы» уступили 0:3.

## Текущий состав
| 1  | Республика Косово                | Вр  | Ариянет Мурич       | 1998 |  |  |  |  |  |
| 13 | Шотландия                        | Вр  | Киран Сликер        | 2002 |  |  |  |  |  |
| 28 | Англия                           | Вр  | Кристиан Уолтон     | 1995 |  |  |  |  |  |
|    |                                  |     |                     |      |  |  |  |  |  |
| 2  | Англия                           | Защ | Гарри Кларк         | 2001 |  |  |  |  |  |
| 3  | Англия                           | Защ | Лиф Дейвис          | 1999 |  |  |  |  |  |
| 6  | Англия                           | Защ | Люк Вулфенден       | 1998 |  |  |  |  |  |
| 15 | Австралия                        | Защ | Камерон Берджесс    | 1995 |  |  |  |  |  |
| 18 | Англия                           | Защ | Бен Джонсон         | 2000 |  |  |  |  |  |
| 22 | Англия                           | Защ | Конор Таунсенд      | 1993 |  |  |  |  |  |
| 24 | Англия                           | Защ | Джейкоб Гривз       | 2000 |  |  |  |  |  |
| 26 | Ирландия                         | Защ | Дара О’Ши           | 1999 |  |  |  |  |  |
| 40 | Демократическая Республика Конго | Защ | Аксель Туанзебе     | 1997 |  |  |  |  |  |
|    |                                  |     |                     |      |  |  |  |  |  |
| 5  | Египет                           | ПЗ  | Сэм Морси (капитан) | 1991 |  |  |  |  |  |
| 7  | Уэльс                            | ПЗ  | Уэс Бёрнс           | 1994 |  |  |  |  |  |

| 8  | Англия    | ПЗ  | Калвин Филлипс (в аренде из «Манчестер Сити») | 1995 |  |  |  |  |  |
| 12 | Швеция    | ПЗ  | Йенс-Люс Каюсте (в аренде из «Наполи»)        | 1999 |  |  |  |  |  |
| 14 | Ирландия  | ПЗ  | Джек Тейлор                                   | 1998 |  |  |  |  |  |
| 25 | Австралия | ПЗ  | Массимо Луонго                                | 1992 |  |  |  |  |  |
|    |           |     |                                               |      |  |  |  |  |  |
| 10 | Англия    | Нап | Конор Чаплин                                  | 1997 |  |  |  |  |  |
| 16 | Ирак      | Нап | Али Аль-Хамади                                | 2002 |  |  |  |  |  |
| 19 | Англия    | Нап | Лиам Делап                                    | 2003 |  |  |  |  |  |
| 21 | Ирландия  | Нап | Чидози Огбене                                 | 1997 |  |  |  |  |  |
| 23 | Ирландия  | Нап | Сэмми Смодикс                                 | 1995 |  |  |  |  |  |
| 27 | Англия    | Нап | Джордж Херст                                  | 1999 |  |  |  |  |  |
| 33 | Уэльс     | Нап | Нейтан Бродхед                                | 1998 |  |  |  |  |  |
| 47 | Англия    | Нап | Джек Кларк                                    | 2000 |  |  |  |  |  |

## Достижения

### Национальные
- Первый дивизион[b]
  - Чемпион: 1961/62
  - Вице-чемпион (2): 1980/81, 1981/82
- Второй дивизион / Чемпионшип
  - Победитель (3): 1960/61, 1967/68, 1991/92
- Кубок Англии
  - Обладатель: 1978
- Кубок Тексако
  - Обладатель: 1972/73
- Южная футбольная лига
  - Победитель: 1936/37

### Международные
- Кубок УЕФА
  - Обладатель: 1981
- Кубок часов
  - Обладатель: 1963

## «Ипсвич Таун» в еврокубках
| Сезон     | Соревнование                | Раунд                 | Соперник            | Дома | На выезде | Итог        |
| --------- | --------------------------- | --------------------- | ------------------- | ---- | --------- | ----------- |
| 1962/1963 | Кубок европейских чемпионов | Предварительный раунд | Флориана            | 10-0 | 4-1       | 14-1        |
|           |                             | Первый раунд          | Милан               | 2-1  | 0-3       | 2-4         |
| 1973/1974 | Кубок УЕФА                  | Первый раунд          | Реал Мадрид         | 1-0  | 0-0       | 1-0         |
|           |                             | Второй раунд          | Лацио               | 4-0  | 2-4       | 6-4         |
|           |                             | Третий раунд          | Твенте              | 1-0  | 2-1       | 3-1         |
|           |                             | 1/4 финала            | Локомотив           | 1-0  | 0-1       | 1-1 (п 3-4) |
| 1974/1975 | Кубок УЕФА                  | Первый раунд          | Твенте              | 2-2  | 1-1       | 3-3 (г.в.)  |
| 1975/1976 | Кубок УЕФА                  | Первый раунд          | Фейеноорд           | 2-0  | 2-1       | 4-1         |
|           |                             | Второй раунд          | Брюгге              | 3-0  | 0-4       | 3-4         |
| 1977/1978 | Кубок УЕФА                  | Первый раунд          | Ландскруна          | 5-0  | 1-0       | 6-0         |
|           |                             | Второй раунд          | Лас-Пальмас         | 1-0  | 3-3       | 4-3         |
|           |                             | Третий раунд          | Барселона           | 3-0  | 0-3       | 3-3 (п 1-3) |
| 1979/1980 | Кубок УЕФА                  | Первый раунд          | Скейд               | 7-0  | 3-1       | 10-1        |
|           |                             | Второй раунд          | Грассхоппер         | 1-1  | 0-0       | 1-1 (г.в.)  |
| 1980/1981 | Кубок УЕФА                  | Первый раунд          | Арис (Салоники)     | 5-1  | 1-3       | 6-4         |
|           |                             | Второй раунд          | Богемианс ЧКД Прага | 3-0  | 0-2       | 3-2         |
|           |                             | Третий раунд          | Видзев              | 5-0  | 0-1       | 5-1         |
|           |                             | Четвертьфинал         | Сент-Этьен          | 3-1  | 4-1       | 7-2         |
|           |                             | Полуфинал             | Кёльн               | 1-0  | 1-0       | 2-0         |
|           |                             | Финал                 | АЗ                  | 3-0  | 2-4       | 5-4         |
| 1981/1982 | Кубок УЕФА                  | Первый раунд          | Абердин             | 1-1  | 1-3       | 2-4         |
| 1982/1983 | Кубок УЕФА                  | Первый раунд          | Рома                | 3-1  | 0-3       | 3-4         |
| 2001/2002 | Кубок УЕФА                  | Первый раунд          | Торпедо (Москва)    | 1-1  | 2-1       | 3-1         |
|           |                             | Второй раунд          | Хельсингборг        | 0-0  | 3-1       | 3-1         |
|           |                             | Третий раунд          | Интер               | 1-0  | 1-4       | 2-4         |
| 2002/2003 | Кубок УЕФА                  | Предварительный раунд | Авенир              | 8-1  | 1-0       | 9-1         |
|           |                             | Первый раунд          | Сартид              | 1-1  | 1-0       | 2-1         |
|           |                             | Второй раунд          | Слован Либерец      | 1-0  | 0-1       | 1-1 (п 2-4) |